# KkStB 50 sorozat
A kkStB 50 egy tehervonati szerkocsis gőzmozdony-sorozat volt az osztrák Császári és Királyi Osztrák Államvasutaknál (kkStB), mely mozdonyok eredetileg a Prag-Duxer Eisenbahn-tól (PD) és a Kronprinz Rudolf-Bahn-tól  (KRB) származtak.

## kkStB 50.01–25 (Prag–Duxer Eisenbahn, PD)
A Prag–Duxer Eisenbahn 1872-73-ban szerezte be ezt a 25 db mozdonyt a Floridsdorfi Mozdonygyártól. 1884-től a kkStB üzemeltette a PD vonalait, majd 1892-ben államosították a PD-t. A mozdonyokat beszámozták az 50 sorozatba és a 01-25 pályaszámokat kapták.

## kkStB 50.26–28 (Kronprinz Rudolf-Bahn, KRB)
A három mozdonyt a Floridsdorfi Mozdonygyár szállította a KRB-nek 1873-ban. Ahol a IV. sorozatba osztották őket és 92-96 pályaszámokat kaptak. A kkStB előbb 1880-tól üzemeltette a KRB vonalait, majd 1884-ben államosították a vasutat. 1892-től a három mozdonyt szintén az 50 sorozatba osztották és a 26-28 pályaszámokat kapták.

## Az I. világháború után
Az első világháború után a megmaradt mozdonyok az Olasz Államvasutakhoz (FS) kerültek az FS 219 sorozatba, valamint a Csehszlovák Államvasutakhoz (ČSD), ahol a ČSD 312.0 sorozatba kerültek, majd 1939-ig selejtezték őket.

## Fordítás
- Ez a szócikk részben vagy egészben  a   kkStB 50 című német Wikipédia-szócikk fordításán alapul.  Az eredeti cikk szerkesztőit annak laptörténete sorolja fel. Ez a jelzés csupán a megfogalmazás eredetét és a szerzői jogokat jelzi, nem szolgál a cikkben szereplő információk forrásmegjelöléseként.